# 溫雄飛

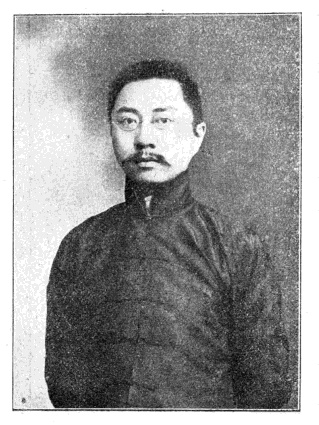
《民国之精华》中的溫雄飛照片

温雄飞（1888年—1974年）字定甫，祖籍广东省台山县，生于美国旧金山。中华民国及中华人民共和国历史学家、政治人物。

## 生平
少年时，温雄飞在美国旧金山远东华童学校及侨商公主大清书院学习英文及中文。15岁，入华文报纸《文兴报》社当排字工人，18岁出任该报翻译。1906年，温雄飞出任《大同日报》社翻译兼助理编辑。1909年，温雄飞、李是男等几名旅美台山籍华侨青年成立“少年学社”，出版了油印刊物《少年周刊》（后来在孙中山的主持之下改为《少年中国晨报》，作为中国同盟会的机关报），温雄飞担任记者，并且经李是男介绍加入中国同盟会。同年，温雄飞赴美国檀香山担任《自由新报》总编辑，鼓吹民主革命，筹款支援孙中山的革命。
1912年，温雄飞应召归国，历任总统府秘书，广东临时议会代议士兼《中国日报》总编辑等职务。1925年孙中山在北京逝世后，温雄飞受史学家陈垣影响，投身历史学研究。 1926年至1928年，温雄飞在新加坡莱佛士图书馆搜集南洋华侨资料。1928年至1932年，温雄飞在上海暨南大学任教，讲授南洋史、中国南洋交通史。温雄飞的代表作《南洋华侨通史》1929年由上海东方印书馆出版，这是中国有关华侨史研究的早期名著之一。1932年至1933年，温雄飞任北京天主教辅仁大学史学系教授，讲授中西交通史、南洋史、明清史等课，并继续研究华侨史。后来，温雄飞曾任立法院编修。1942年3月28日出任立法院立法委员。1943年，温雄飞在上海复旦大学任教。
中华人民共和国成立后，温雄飞任广西壮族自治区文史研究馆馆员。
1974年，温雄飞在广西壮族自治区南宁市病逝。